# Tétra diamant
Moenkhausia pittieri
Espèce
Synonymes
Le Tétra diamant (Moenkhausia pittieri) est une espèce de poissons d'eau douce de la famille des Characidés originaire d'Amérique du Sud.
Ce poisson est disponible pour l'aquariophilie.